# Elizabeth Carlson-Reap
Elizabeth Carlson-Reap née le 25 mai 1969, est une coureuse cycliste professionnelle américaine.

## Palmarès sur piste

### Championnats continentaux
- 2012
  -  Médaillée d'argent de la vitesse par équipes aux championnats panaméricains
  -  Médaillée de bronze du 500 mètres aux championnats panaméricains

### Championnats des États-Unis
- 2003
  - 3e du 500 mètres
- 2006
  -  Championne des États-Unis de la vitesse par équipes
  - 2e de la vitesse
  - 2e du 500 mètres
- 2007
  -  Championne des États-Unis du 500 mètres
  -  Championne des États-Unis de la vitesse par équipes
  - 2e du keirin
  - 2e de la vitesse
- 2008
  -  Championne des États-Unis de la vitesse par équipes
  - 2e de la vitesse
  - 2e du 500 mètres
- 2010
  -  Championne des États-Unis du 500 mètres
  - 3e du keirin
  - 3e de la vitesse